# Iglesia de San Juan Bautista (Benejama)

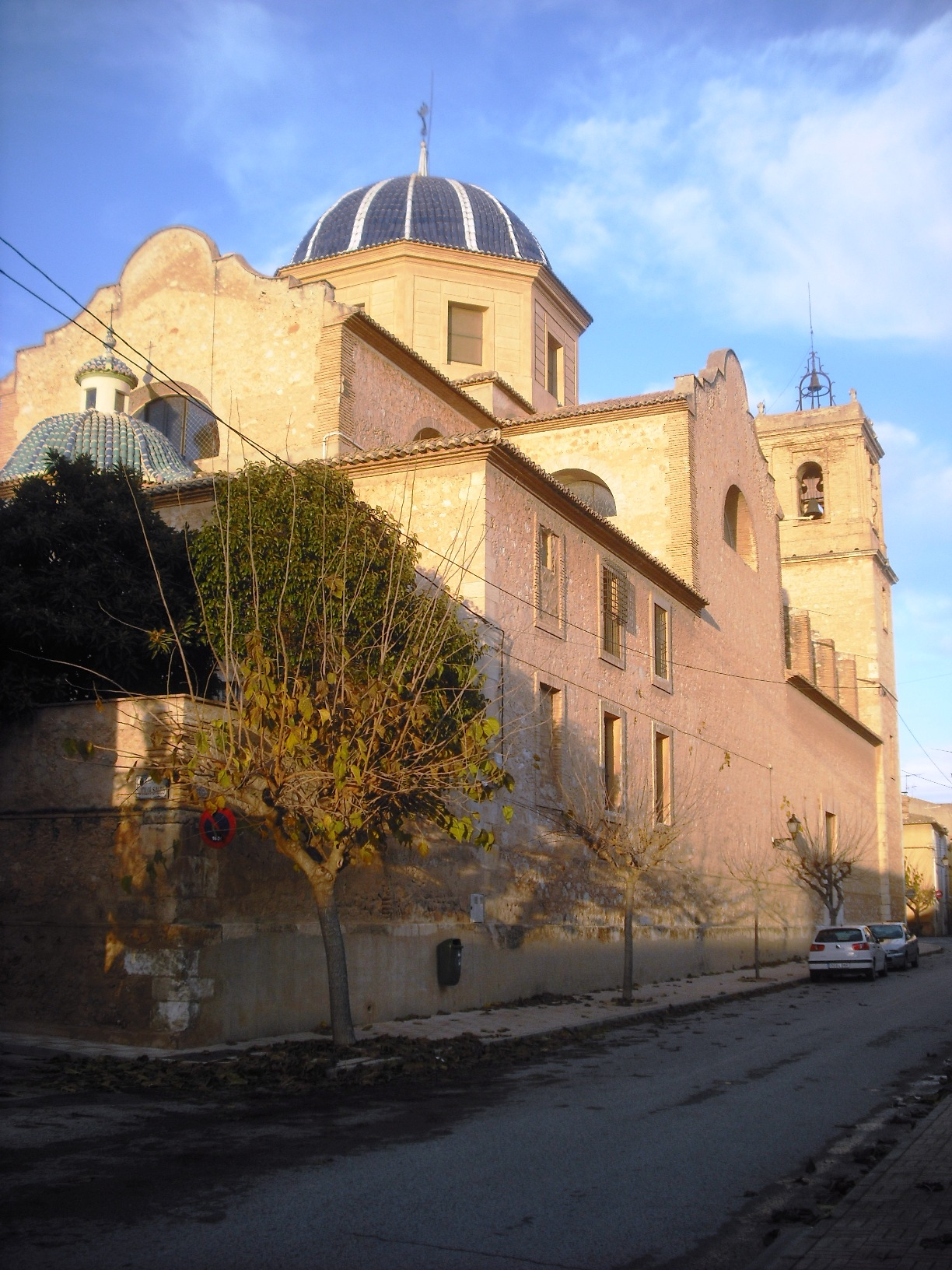
Vista desde la avenida de Villena

La iglesia de San Juan Bautista (en valenciano Església de Sant Joan Baptista), situada en la plaza de Carlos IV (conocida popularmente como "la plazoleta de la iglesia"), es el edificio religioso más importante de Benejama por sus dimensiones y el patrimonio que conserva.

## Historia
Fue edificada en 1841 a propuesta de Miguel Payá y Rico, cardenal y confesor de la reina Isabel II de España, hijo de Benejama y según los planos de Salvador Escrig, arquitecto y académico de Real Academia de Bellas Artes de San Carlos (Valencia). Toda la población de la época contribuyó, tanto en dinero como en trabajo de construcción y / o transporte de materiales constructivos.
Tiene planta basilical y es de estilo neoclásico. Su fachada principal está en la plaza de Carlos IV. El cuerpo central de la iglesia consta de tres naves, siendo la central la de mayor anchura. Las dos naves laterales albergan varias capillas dedicadas a santos y otras figuras de la historia de la iglesia católica. La cúpula central de la iglesia (restaurada hace pocos años) abre un espacio magnífico de gran belleza. A ambos lados del altar mayor hay dos cuadros de grandes dimensiones que representan (a modo de trípticos) dos escenas de la vida de san Juan, obra del pintor local Josep Navarro y Ferrero. En la parte derecha del altar hay una capilla y al otro lado la sacristía.
Toda la iglesia cuenta con imágenes y patrimonio eclesiástico de épocas diversas de interés artístico. Las pinturas de la sacristía (zócalos y molduras) son de gran belleza, pero necesitan una buena restauración. Arriba del cancel de la iglesia hay un espacio que antiguamente ocupaba un órgano, (destruido durante la guerra civil española). En la actualidad suele colocarse el coro parroquial en las misas solemnes.
La iglesia tiene dos torres que hacen de campanarios. La de la izquierda tiene las campanas, la de la izquierda dispone de "la carraca", que sonaba durante la época de Cuaresma para avisar de las horas de culto cuando estaba prohibido que sonaron las campanas.
Actualmente, hay propuesto un estudio para la restauración de la sacristía y la creación de un museo con objetos relativos a la vida de Miguel Payá y Rico.